# Воительница (фильм, 1986)
«Воительница» — советский короткометражный фильм 1986 года режиссёра Александра Зельдовича, драма по одноимённой повести Н. С. Лескова.

## Сюжет
Петербургская торговка кружевами Домна Платоновна занимается также и сводничеством. Судьба сталкивает её с молодой образованной дворянкой Леканидой Петровной, которая, расставшись с мужем, пребывает в нищете. Историю её морального падения Домна Платоновна рассказывает с невозмутимым спокойствием, представляя свои собственные неблаговидные поступки, подталкивающие Леканиду стать куртизанкой, как величайшие  благодеяния.

## В ролях
Светлана Крючкова (Домна Платоновна), Ольга Сирина, Михаил Козаков, Юрий Гребенщиков.

## О фильме
Дипломная работа режиссёра Александра Зельдовича как выпускника Высших курсов сценаристов и режиссёров.
Фильм получил премию за оригинальную экранизацию на фестивале студенческих и дебютных фильмов «Амирани-86» в Грузии, был показан в Риге на фестивале экспериментального кино «Арсенал»:

На первом рижском «Арсенале» профессионализм дебютанта был отмечен, умело срежиссированная актёрская работа Светланы Крючковой оценена высоко,
 но в то же время режиссёру пришлось выслушать упрёки в холодности тона и рационализме авторской манеры.— киновед Елена Плахова
Киноведами отмечается проявившаяся уже в дебютном фильме заметная отличительная черта режиссёра — конфликтность образов, отражённая в главной героине, что в интервью 1987 года журналу «Советский экран» не отрицал и режиссёр: «У Домны странная роль — и палача, и жертвы, и мучительницы, и страдалицы, и злобной фурии, и ангела всепрощения»

В образе Домны Платоновны сочетались доброта и жестокость, искреннее желание помочь — и холодный циничный расчет….
 Критика отмечала умелую режиссёрскую работу с актрисой: исполнение главной роли С. Крючковой удостоилось высокой оценки.— Проект «Чапаев» – Журнал «Сеанс»
И тогда и по прошествии времени фильм имеет различные оценки, иногда даже утверждается, что он был запрещён.

…режиссёр Вадим Абдрашитов мой диплом «Воительница» абсолютно всерьез упрекал в интересе к лесбийской теме (она существовала на уровне намёка, но не более того)— режиссёр фильма Александр Зельдович
Кинокритик Сергей Кудрявцев оценил фильм на 7 баллов из 10.
Фильм труднодоступен, в сети отсутствует, но регулярно демонстрируется в ретроспективах кинофестивалей и на различных мероприятиях.